# Windows XP Media Center Edition
Windows XP Media Center Edition (Windows XP MCE) – edycja systemu Windows XP dodająca nowe, multimedialne elementy i możliwość kierowania systemem za pomocą pilota. Integruje on telewizor z komputerem i umożliwia sterowanie multimediami z dowolnego miejsca w domu. Wersja MCE systemu oparta jest na Windows XP Professional.
Pierwsza wersja, Windows XP Media Center Edition, pojawiła się w 2002 roku w Stanach Zjednoczonych. Po zainstalowaniu poprawki Service Pack 2 system uaktualniał się do wersji 2004.
Windows XP Media Center 2005 pojawił się w 2005 roku. Ta edycja otrzymała nową wersję interfejsu Luna – Royale. Aplikacja Media Center została odświeżona, zintegrowana z Windows Media Player 10. Pojawiła się możliwość oglądania telewizji HDTV. Zablokowano możliwość podłączenia systemu do usługi katalogowej Active Directory. Windows XP Media Center 2005 był pierwszym systemem Media Center, który umożliwiał zainstalowanie nakładki językowej.
Najnowsza wersja programu Media Center została wydana jako aplikacja do kupienia w sklepie Windows Store (do końca stycznia 2013 roku do pobrania za darmo) dla systemu Windows 8. Program jest dostępny również w Windows Vista oraz Windows 7, w wersjach Home Premium oraz Ultimate. Tym samym stał się oprogramowaniem dostępnym na szerszą skalę.

## Dostępność
Jest dodawany do wybranych komputerów takich jak HP Media Center Computer. Jest też dostępny w wersji z nową licencją OEM.

## Aplikacja Media Center
Umożliwia:
- dostęp do multimediów, takich jak radio, telewizja, internet, muzyka, wideo itp. przy pomocy pilota
- sterowanie tunera satelitarnego lub komunikację z komputerem dzięki sensorom na podczerwień
- obsługę zaawansowanych kart graficznych celem uzyskania jak najlepszej jakości obrazu
- korzystanie z tunera telewizyjnego do odbioru telewizji naziemnej, satelitarnej lub kablowej
- sprzętowe kodowanie obrazu do zapisu programów telewizyjnych na twardym dysku
- wyświetlanie obrazu na telewizorze podłączonym do komputera
- podłączenie systemu kina domowego lub HiFi przy pomocy cyfrowych wyjść audio.

System Windows XP Media Center Edition był wersją bliźniaczą dla Windows XP Tablet PC Edition i w zależności od podanego klucza, można było zainstalować go z płyt systemu przeznaczonego dla tabletów. Podobnie jak TPE, Windows XP Media Center Edition posiadał zainstalowany dodatkowy interfejs graficzny (tzw. motyw), Energy Blue.